# 平賀源內
平賀源内（日语：／ Hiraga Gennai，1728年（享保13年）—1780年1月24日（安永8年12月18日））為日本江戶時代的博物学者、蘭学者、醫生、作家、發明家、画家（蘭画家）等。父為白石茂左衛門（良房）、母為山下氏的女兒，兄弟很多。通称為源内，亦寫成元内，本名為国倫。擁有許多不同的號：畫號鳩溪、俳號李山、戲作筆名風來山人、淨瑠璃筆名福内鬼外、從事殖產事業時使用天竺浪人、家窮做手工品維生時則自稱貧家錢内等。

## 經歷
小時候完成字畫《神酒天神》，然後向藩裡的醫生學習博物學並且在十三歲時獲得認可，另外自己除學習儒學外同時也會作俳諧。1748年父親死後，在藩裡的倉庫工作。1752年，前往長崎遊學、學習博物学、荷蘭語、醫学、油畫等。游学回來後辭掉藩裡的工作，並讓妹妹迎來婿養子繼承家業，自己放棄家督的身份。
之後在大阪、京都學習，1756年出發前往江戶成為博物学者田村元雄的弟子進而向他學習博物學，並且為了學習儒學也在林家的孔廟居宿。接著第二次前往長崎遊學，學習採礦和精鍊的技術。然後數次召開物產博覽會、1762年他在江戶的湯島展開第五次物產會的「東都藥品會」，使他的知名度因此傳到了江戶、並和杉田玄白結為好友。後來作為高松藩的家臣而再次被登用，但為了專心學問而辭去。1761年他在伊豆發現了礦床，並且以礦物掮客身份工作。這時也被幕府老中的田沼意次所認識。
1763年，出版《物類品隲》。因為對於荷蘭的博物學相當關心，因此平原贺内找到一本荷兰语原版书籍專心學習。同時他也參與文藝活動並有執筆寫這類的教科書。明和年間他參與將産業企業化的活動，1773年被秋田藩的佐竹義敦聘請來指導開發礦山，然後他又傳授秋田藩士小田野直武「蘭畫」的技巧。另外他也指導秩父的炭燒和荒川通船工程。現在在奧秩父的中津峽附近，還殘留源内所設計並長期逗留的建築物「源内居」。1776年（安永5年）他得到了一台荷蘭製的静電產生裝置，並將它加以復元。
1779年（安永8年）夏季搬到橋本町，奉命修繕大名宅邸，但某天平賀喝醉酒，誤以為在場的兩個木匠正試圖盜取修繕計畫書而將其殺害，並因此於11月21日入獄，12月18日因感染破傷風而死去，享年52歲。葬禮由杉田玄白舉行，但因為幕府的許可沒有下來，因此其葬禮是在沒有墓碑和遺體的情況下舉行。但他的晚年另有他說，相傳平賀殺了木工秋田屋九五郎，然後受到田沼意次的保護而得以安享天年。平賀源內的戒名為智見靈雄，其墓所在浅草的總泉寺。

## 人物和業績

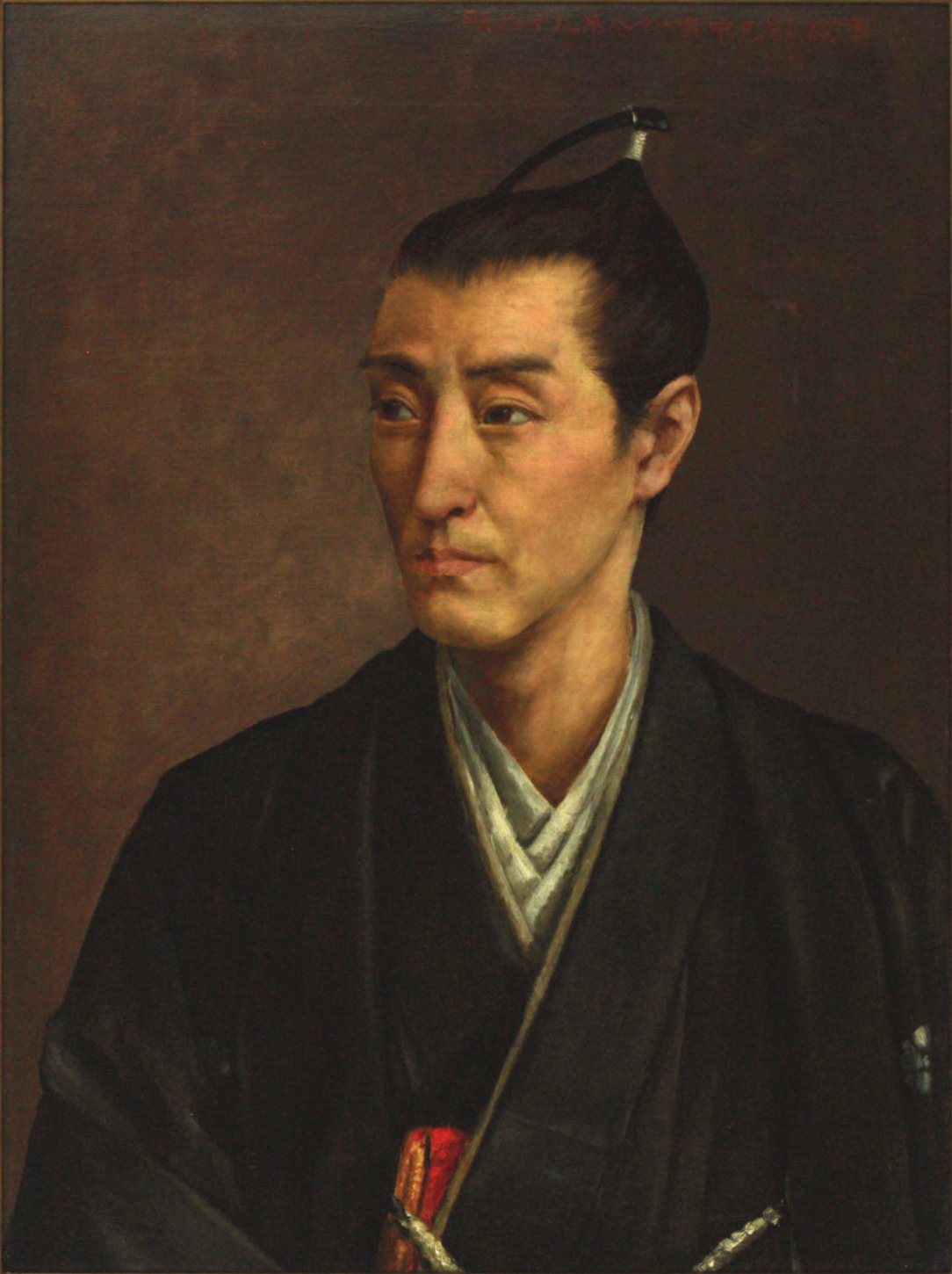
中丸精十郎绘平贺源内像

被人們稱為天才或異才。在當時進行鎖国的日本，以蘭学者的身分介紹許多像是油畫、採礦等外国文化和技術。作為文学家也是戲作（類似小說的文學作品）的鼻祖，遺留下許多人形淨琉璃的作品，亦作成源內燒等瓷器作品，在許多領域中相當活躍。
以翻譯《解体新書》的杉田玄白為首，在當時的蘭學者之間，源内的名聲不但相當大而且為人所知。在玄白的回憶錄《蘭學事始》裡面就有一章是關於他和源內的對話。玄白也在源内的墓碑上留下「嗟非常人、好非常事、行事非常、何死非常」（是個不一樣的人、喜歡不一樣的事、行事作風也不一樣、最後卻死得和別人不一樣），對於源內的才能相當敬佩卻嘆息他的死去。
作為科学家的業績有介紹荷蘭製的静電產生裝置、開發石棉等。並有一説是他也是竹蜻蜓的發明人，所以他可能是史上第一個把這個當作螺旋槳的人。一般認為他有研究過氣球和電力並且要加以實用化。但結果是這些實用的研究都沒用上，這也是後世對他的評價一分為二的原因。
源內代表作的靜電產生裝置（エレキテル），是他把故障的荷蘭貨加以修復，所以有個有力的說法是源內自己對於這台裝置的原理其實不是相當明白。

## 作品

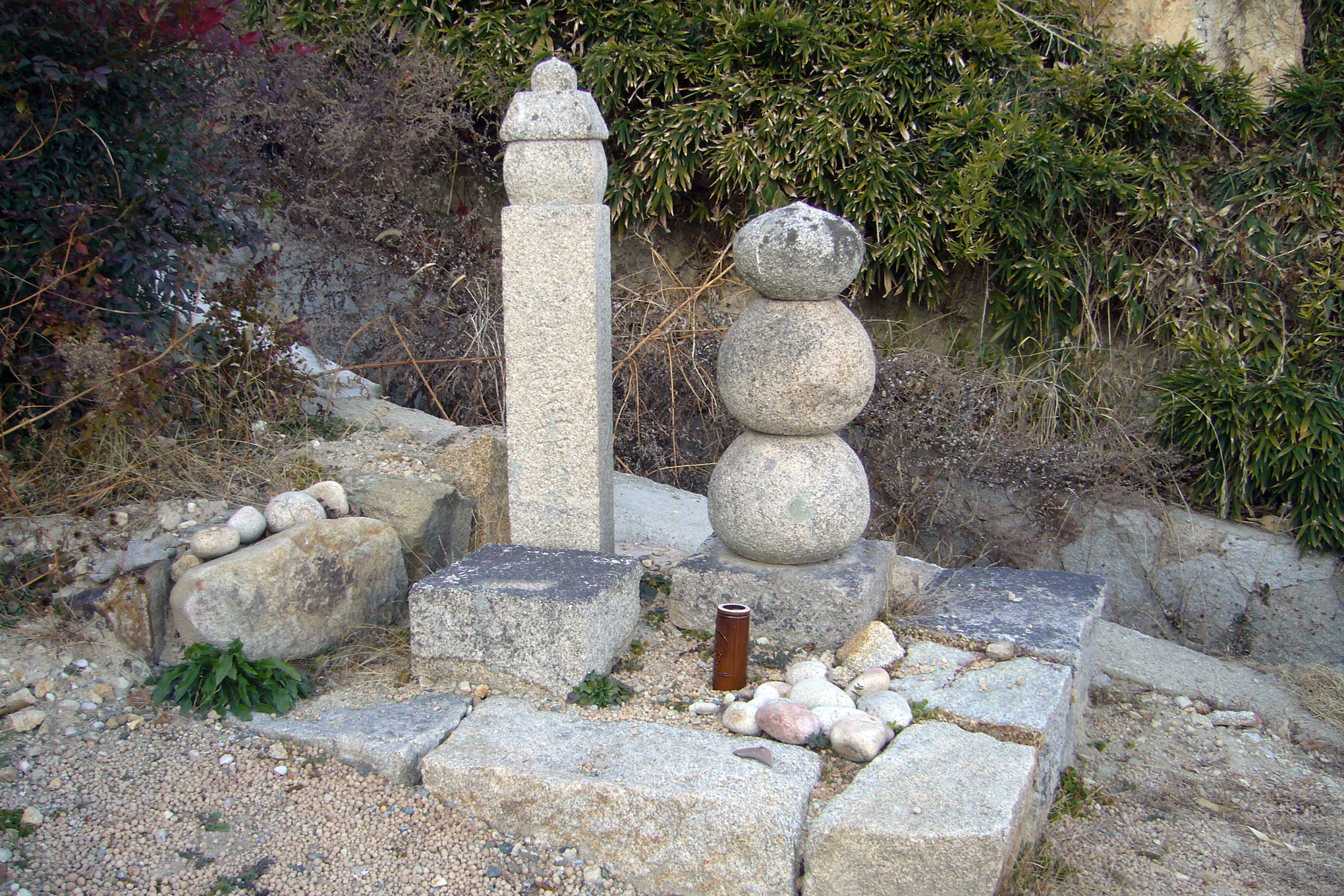
平賀源内的生祠

西洋畫
- 『黒奴を伴う赤服蘭人図』
- 『西洋婦人図』

著作
- 『物類品隲』
- 『根南志具佐』
- 『風流志道軒伝』
- 『放屁論』『放屁論後編』

浄瑠璃
- 『神霊矢口渡』
- 『源氏大草紙』
- 『弓勢智勇湊』
- 『嫩榕葉相生源氏』
- 『前太平記古跡鑑』
- 『忠臣伊呂波実記』
- 『荒御霊新田新徳』
- 『霊験宮戸川』
- 『実生源氏金王桜』

## 流行文化
在許多的日本電影、動畫、漫畫中，只要裡面有叫做源內的發明家或科學家，都是以平賀源內為原型甚至其子孫創作出來的人物。
- 《機械女神》：白髮源內
- 《銀魂》：平賀源外
- 《緋彈的亞莉亞》：平賀文
- 《怪物彈珠》：源
- 《鬼灯的冷徹》:平賀源內
- 《在茜色世界與君詠唱》:平賀源內

## 內部連結
- 土用之丑之日
- 源內燒（日语：源内焼）

## 外部連結
- （日語）平賀源内紀念館 （页面存档备份，存于）